# 志氐神社

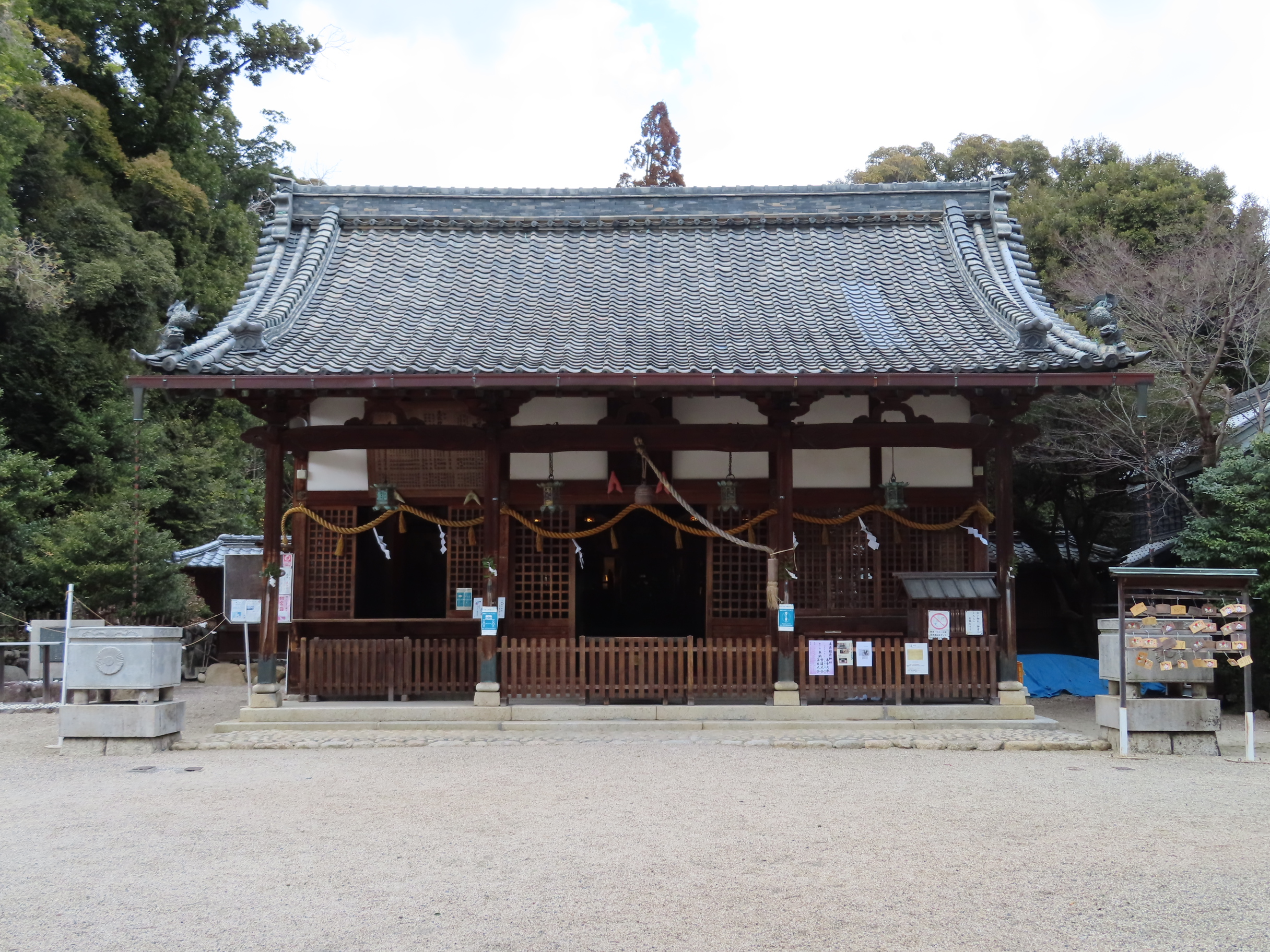
拝殿

志氐神社（しでじんじゃ）は三重県四日市市羽津地区大宮町に立地する古墳跡地の神社。神紋は十六弁菊である。

## 由緒
延喜式内社。社記に垂仁天皇の時代の創建を記す。志氐(漢字表記では「氏」の下の部分に「一」の文字があり)「シデ」とは御幣の意味である。桑名より鈴鹿の忍山宮への遷幸の路次に当っている為である。また天武天皇が壬申の乱に際し、吉野より鈴鹿を経て、朝明郡迹太川辺にて伊勢神宮を望拝した時、木綿取垂て大御身の禊をなしたところとする。祭神は風の神の気吹戸主神とイザナミとイザナギなどである。古墳跡地に立地している。
付近に羽津城（赤堀氏一族の羽津氏支配地）跡地と志氐神社古墳の史跡、伊勢神宮がある。明治神宮の拝殿施設もある。須賀社など羽津村と八幡村と吉沢村と別名村など近隣神社を合祀した。
明治6年に郷社に万古焼が奉納された昭和6年に三重県の県社に指定される。羽津村の森氏が江戸時代から昭和初期の神主であった。妻恋稲荷神社が神社境内にあり日本武尊と弟橘媛命夫妻の恋愛及び縁結び関係の神社である。

## 志氐神社古墳

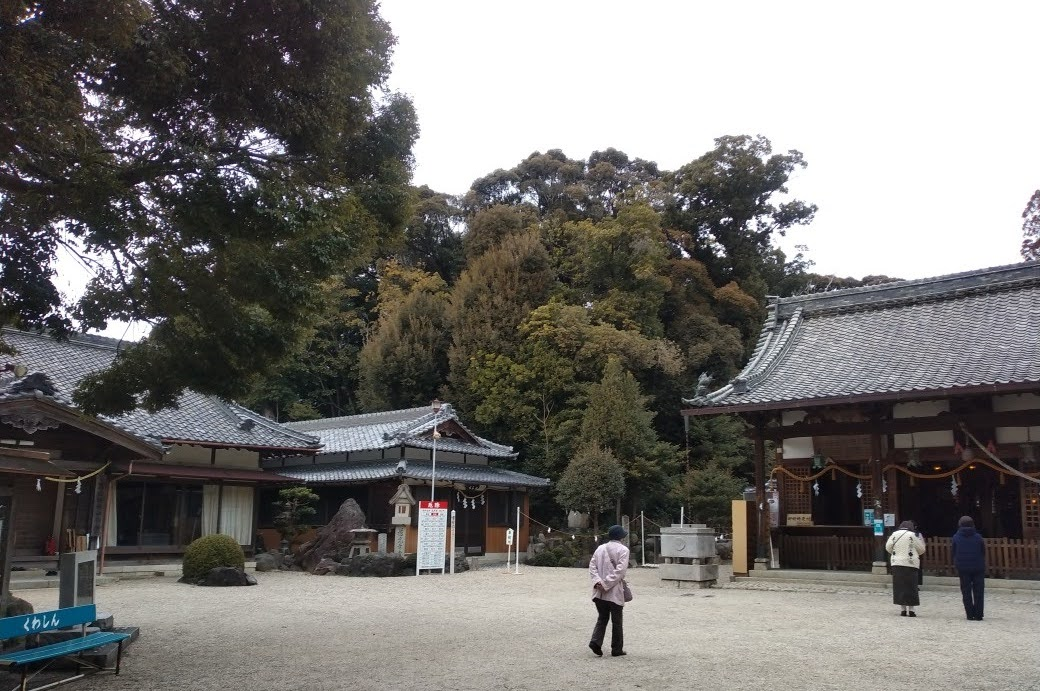
志氐神社古墳

四日市市内唯一の前方後円墳で嘉永年間（1852年）の発掘でガラス品など副葬品が発見された。神社拡張工事で前方部の古墳部分は削除された。四日市市指定史跡。

## 妻恋稲荷神社

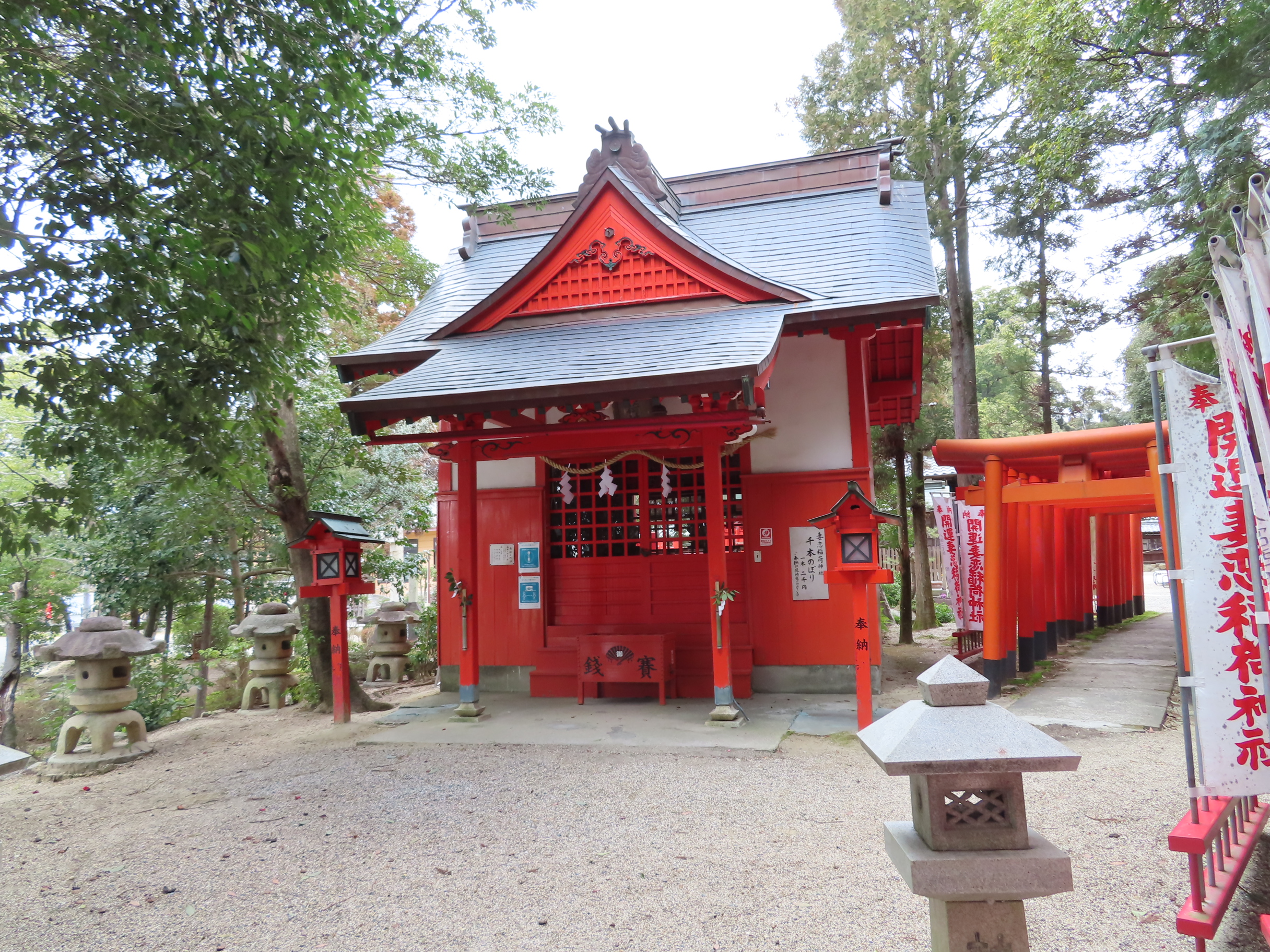
妻恋稲荷神社

嘉永6年（1853年）に創建された。徳川家康や源頼義が信仰した江戸の妻恋神社を分霊した。

## 神社の近代化
明治時代末期に長谷神社など多数の羽津村内の他社を合祀。大正時代（大正12年）に、在郷軍人会の除雪記念碑が入口付近に設置。

## 最寄り駅
- 近鉄名古屋線 霞ヶ浦駅